# Paul Sorvino
Pour l’article homonyme, voir Sorvino.
Paul Sorvino, né le 13 avril 1939 à Brooklyn (New York) et mort le 25 juillet 2022 à Jacksonville (Floride), est un acteur et réalisateur américain.
Il se fait connaître grâce au rôle de Paul Cicero dans le film Les Affranchis de Martin Scorsese.

## Biographie

### Jeunesse
Paul Anthony Sorvino naît le 13 avril 1939 dans le quartier de Bensonhurst, dans le sud-ouest de l'arrondissement de Brooklyn, à New York, où il grandit. Sa mère, Angela Maria Mattea (née Renzi ; 1906–1991), est femme au foyer et professeure de piano originaire de la région italienne Molise, née dans le Connecticut, et son père, Ford Sorvino, immigrant originaire de Naples, a travaillé comme contremaître dans une usine de robes.
Jeune, il assiste aux cours au lycée de Lafayette (en) — où il partage la même classe avec le futur artiste Peter Max — dans le quartier de Bath Beach et à l'American Musical and Dramatic Academy (AMDA) (en) dans l'État de New York. Entre-temps, il se rend dans le théâtre.
Il commence sa carrière en tant que rédacteur dans une agence de publicité. Il prend des cours de chant pendant 18 ans.

### Carrière
En 1964, Paul Sorvino fait son premier Broadway, en apparaissant dans la comédie musicale Bajour, adaptée de la nouvelle The Gypsy Women and The King of the Gypsies de Joseph Mitchell, publiée dans le magazine The New Yorker,.
En 1970, il apparaît au grand écran, dans la comédie Where's Poppa? de Carl Reiner, aux côtés de George Segal et Ruth Gordon.
En 1971, il obtient un rôle secondaire dans Panique à Needle Park (The Panic in Needle Park) de Jerry Schatzberg, avec Al Pacino et Kitty Winn.
En 1972, il joue le rôle de Phil Romano, dont il est salué par la critique pour sa performance, dans la pièce That Championship Season de Jason Miller, aux côtés de Richard Dysart, Charles Durning et Michael McGuire, au Booth Theatre, jusqu'en 1974. Il reprendra ce rôle, en 1982, au grand écran du même titre, réalisé par Jason Miller lui-même.
En novembre 1974, il apparaît dans son premier téléfilm It Couldn't Happen to a Nicer Guy de Cy Howard, diffusé sur ABC.

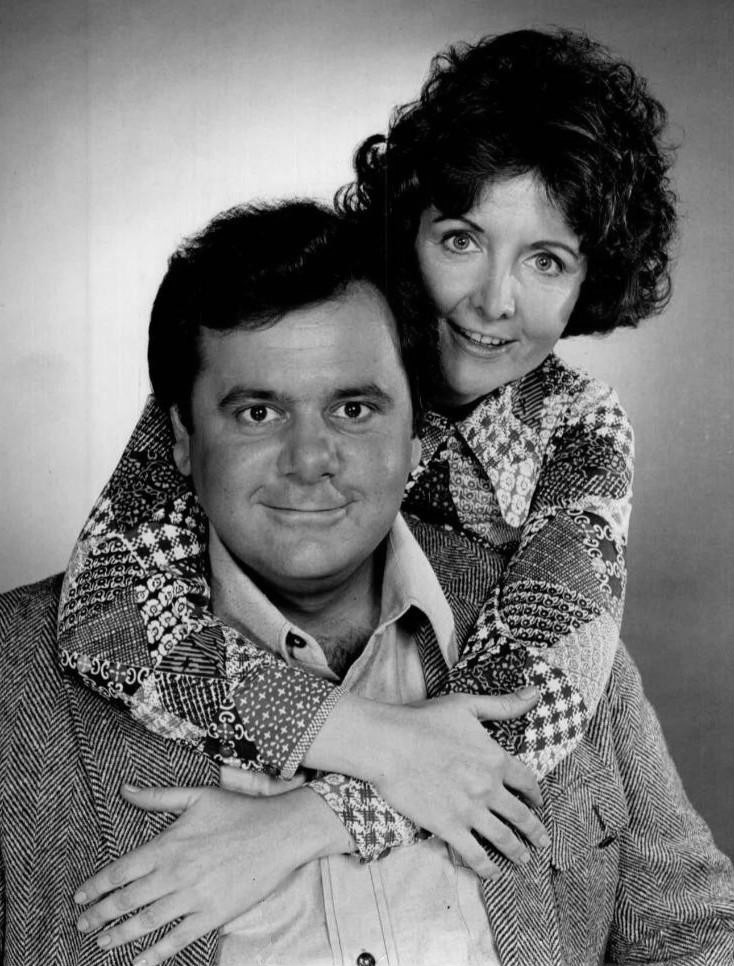
Avec Mitzi Hoag, dans We'll Get By (1975).

En 1975, il est George Platt, père de famille de la classe moyenne à New Jersey, dans le sitcom We'll Get By, de 12 épisodes, créée par Alan Alda et diffusé entre le 14 mars et le 30 mai sur CBS.
En 1976, il interprète un avocat dans la comédie romantique C'est toujours oui quand elles disent non (I Will, I Will… for Now) de Norman Panama, avec Elliott Gould et Diane Keaton dans les rôles principaux. La même année, à la télévision, il joue le rôle-titre Bert D'Angelo/Superstar dans 12 épisodes, avec Robert Pine. La même année, il met en scène la pièce Wheelbarrow Closers de Louis La Russo II, dans laquelle se trouve Danny Aiello parmi les comédiens.
En 1981, il interprète le rôle de Louis C. Fraina, communiste italo-américain, dans le drame historique signé Warren Beatty.
En 1985, il apparaît en colonel Malcolm Grommett Spears dans le film d'horreur The Stuff de Larry Cohen, aux côtés de Michael Moriarty.
En 1986, il apparaît comme père de David Addison Sr. — interprété par Bruce Willis — dans un épisode de la série de comédie policière Clair de lune (Moonlighting).
En 1990, Martin Scorsese l'engage pour jouer le mafieux Paul Cicero dans Les Affranchis (Goodfellas). La même année, Warren Beatty lui fait jouer le criminel Lips Manlis dans son adaptation cinématographique du comic strip Dick Tracy.
En 1991, il joue une nouvelle fois un mafieux dans une adaptation de comics, apparaissant dans Les Aventures de Rocketeer de John Johnston et d'après le comics Rocketeer. La même année, il retrouve Michael Moriarty dans la deuxième saison de la série policière New York, police judiciaire (Law and Order), où il joue le sergent Philip « Phil » Cerreta, sur NBC, jusqu'en 1992.
En 1993, il est Tommy Morolto, non crédité, dans le thriller La Firme (The Firm) de Sydney Pollack. La même année, il remplace Raymond Burr dans la série de téléfilm Les Dames de cœur (A Perry Mason Mystery: The Case of the Wicked Wives de Christian I. Nyby II, épisode où il est Anthony Caruso.
En 1995, il campe, devant la caméra d'Oliver Stone, le secrétaire d'État américain Henry Kissinger dans le film Nixon qui retrace la vie du 37e président des États-Unis.
En 1996, il joue dans le film Roméo + Juliette de Baz Luhrmann et porté par le duo Leonardo Dicaprio et Claire Danes.

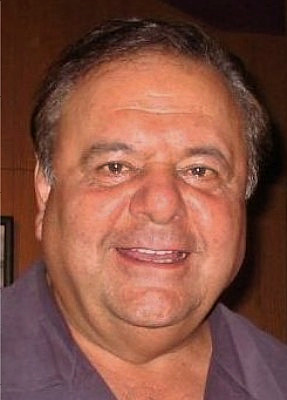
En 2008.

En 2008, il est Rotti Largo, fondateur en difficulté et président de GeneCo, dans le film de science-fiction musical Repo! The Genetic Opera de Darren Lynn Bousman.
En 2012, il réalise le film The Trouble with Cali, écrit par sa fille Mira Sorvino.
En 2015, il apparaît en shérif Big Jack dans le thriller Manipulation (Careful What You Wish For) d'Elizabeth Allen.
En 2019, il joue le mafieux Frank Costello dans la série Godfather of Harlem, centrée sur Ellsworth Johnson, jusqu'en 2021.

### Vie privée
Le 23 juillet 1966, Paul Sorvino se marie avec Lorraine Davis ; ils ont trois enfants, dont Mira, Michael et Amanda, avant de divorcer en 1988. Mira et Michael sont acteurs. Le 20 mars 1991, il épouse Vanessa Arico et divorce en 1996. Le 7 décembre 2014, il se remarie avec l'actrice Dee Dee Sorvino et reste avec elle jusqu'à sa mort.

### Mort
Paul Sorvino meurt le 25 juillet 2022, à l'âge de 83 ans, à la Mayo Clinic à Jacksonville, en Floride. La cause exacte du décès n'est pas fournie, mais le publiciste de Paul Sorvino dit qu'il « avait géré ses problèmes de santé depuis des années »,.

## Autres activités
Asthmatique, il est le fondateur de la Sorvino Asthma Foundation et publie le livre How to Become a Former Asthmati.

## Filmographie

### En tant qu'acteur

#### Cinéma

##### Longs métrages

###### Années 1970
- 1970 : Where's Poppa? de Carl Reiner : le propriétaire du « Gus and Grace's Rest Home »
- 1971 : Panique à Needle Park (The Panic in Needle Park) de Jerry Schatzberg : Samuels, John who was robbed
- 1971 : Cry Uncle! de John G. Avildsen : Coughing Cop
- 1971 : Faits l'un pour l'autre (Made for Each Other) de Robert B. Bean : le père de Giggy
- 1972 : Dealing: Or the Berkeley-to-Boston Forty-Brick Lost-Bag Blues de Paul Williams : le chauffeur de taxi
- 1973 : Une maîtresse dans les bras, une femme sur le dos (A Touch of Class) de Melvin Frank : Walter Menkes
- 1973 : Le Jour du dauphin (The Day of the Dolphin) de Mike Nichols : Curtis Mahoney
- 1974 : Le Flambeur (The Gambler) de Karel Reisz : Hips
- 1974 : Shoot It Black, Shoot It Blue de Dennis McGuire : Ring
- 1975 : Angel and Big Joe : Joe D'Sousa
- 1976 : C'est toujours oui quand elles disent non (I Will, I Will... for Now) de Norman Panama : Lou Springer
- 1977 : Bon Dieu !  (Oh, God!), de Carl Reiner : le révérend Willie Williams
- 1978 : Les Chaînes du sang (Bloodbrothers) de Robert Mulligan : Louis Chubby De Coco
- 1978 : Slow Dancing in the Big City de John G. Avildsen : Lou Friedlander
- 1978 : Têtes vides cherchent coffres pleins (The Brink's Job) de William Friedkin : Jazz Maffie
- 1979 : L'Amour sur béquilles (Lost and Found) de Melvin Frank : Reilly

###### Années 1980
- 1980 : La Chasse (Cruising) de William Friedkin : le capitaine Edelson
- 1981 : Reds de Warren Beatty : Louis Fraina (en)
- 1982 : Melanie de Rex Bromfield : Walter
- 1982 : J'aurai ta peau (I, the Jury) de Richard T. Heffron : le détective Pat Chambers
- 1982 : That Championship Season de Jason Miller : Phil Romano
- 1983 : On met les voiles (Off the Wall) de Rick Friedberg : Warden Nicholas F. Castle
- 1984 : Very Close Quarters de Vladimir Rif : Kiril
- 1985 : The Stuff de Larry Cohen : le colonel Malcolm Grommett Spears
- 1986 : Un sacré bordel (A Fine Mess) de Blake Edwards : Tony Pazzo
- 1986 : Vasectomy: A Delicate Matter de Robert Burge : Gino

###### Années 1990
- 1990 : Dick Tracy de Warren Beatty : Lips Manlis
- 1990 : Les Affranchis (Goodfellas) de Martin Scorsese : Paul Cicero
- 1991 : Les Aventures de Rocketeer (The Rocketeer) de Joe Johnston : Eddie Valentine
- 1991 : Age Isn't Everything de Douglas Katz : Max
- 1993 : La Firme (The Firm) de Sydney Pollack : Tommie Morolto (non crédité))
- 1994 : Backstreet Justice de Chris McIntyre : le capitaine Phil Giarusso
- 1995 : Cover Me de Michael Schroeder : J.J. Davis
- 1995 : Nixon d'Oliver Stone : Henry Kissinger
- 1996 : Love Is All There Is de Joseph Bologna et Renée Taylor : Piero Malacici
- 1996 : Roméo + Juliette (Romeo + Juliet) de Baz Luhrmann : Fulgencio Capulet
- 1997 : Enquête à San Francisco (Dog Watch) de John Langley : Delgoti (vidéo)
- 1997 : Américain impekable (American Perfekt) de Paul Chart : le shérif Frank Noonan
- 1997 : Argent comptant (Money Talks) de Brett Ratner : Guy Cipriani
- 1997 : Extrême vengeance (Men with Guns) de Kari Skogland : Horace Burke
- 1997 : Wanted recherché mort ou vif (Most Wanted) de David Hogan : le directeur adjoint CIA Kenny Rackmill
- 1998 : Bulworth de Warren Beatty : Graham Crockett
- 1998 : Piège à Hong Kong (Knock Off) de Tsui Hark : Harry Johanson
- 1999 : Dead Broke d'Edward Vilga : Harvey
- 1999 : New York Aria (Harlem Aria) de William Jennings : Fabiano Grazzi
- 1999 : Scriptfellas de Sanford Bookstaver : Paulie

###### Années 2000
- 2000 : The Amati Girls d'Anne De Salvo : Joe
- 2000 : Family Man de Brett Ratner : Sydney Potter (scènes coupées)
- 2001 : Perfume de Michael Rymer : Lorenzo Mancini
- 2001 : Spot (See Spot Run) de John Whitesell : Sonny Talia
- 2001 : Plan B de Greg Yaitanes : Joe Maloni
- 2001 : Longshot! de Lionel C. Martin : Laszlo Pryce
- 2001 : Streghe verso nord de Giovanni Veronesi : Gallio
- 2002 : Ciao America de Frank Ciota : Antonio Primavera
- 2002 : Hé Arnold !, le film (Hey Arnold!: The Movie) de Tuck Tucker : Scheck (voix)
- 2003 : Lady Chance (The Cooler) de Wayne Kramer : Buddy Stafford
- 2003 : Mambo italiano d'Émile Gaudreault : Gino Barberini
- 2004 : Mr 3000 de Charles Stone : Gus Panas
- 2004 : Goodnight, Joseph Parker de Dennis Brooks : Charlie
- 2005 : Mr. Fix It de Darin Ferriola : Wally
- 2007 : Greetings from the Shore de Greg Chwerchak : Catch Turner
- 2008 : Last Hour de Pascal Caubet : le maitre Steinfeld
- 2008 : Carnera: The Walking Mountain de Renzo Martinelli : Ledudal
- 2008 : Repo! The Genetic Opera de Darren Lynn Bousman : Rotti Largo
- 2009 : L'Étalon sauvage (The Wild Stallion) de Craig Clyde : Nolan

###### Années 2010
- 2010 : Switchback de Lori Kelly : Jacob Laremy
- 2011 : Bulletproof Gangster (Kill the Irishman) de Jonathan Hensleigh : Anthony « Tony » Salerno
- 2011 : God Don't Make the Laws de David Sabbath : Lewis
- 2012 : The Trouble with Cali de lui-même : Ivan
- 2012 : The Devil's Carnival de Darren Lynn Bousman : Dieu
- 2012 : For the Love of Money d'Ellie Kanner : Red
- 2012 : Divorce Invitation de S.V. Krishna Reddy : Daniel Miller
- 2013 : How Sweet It Is de Brian Herzlinger : Big Mike Cicero
- 2013 : Last I Heard de David Rodriguez : Joe Scoleri
- 2013 : Un intrus dans ma maison (Foreclosed) de Nick Lyon : Bud (vidéo)
- 2013 : Immigrant de Barry Shurchin : le directeur de la Yeshiva
- 2014 : A Winter Rose de Riz Story : Skippy
- 2014 : A Place for Heroes de Scott R. Thompson : Vincent
- 2015 : The Hybrids Family de Tony Randel : le comte
- 2015 : Manipulation d'Elizabeth Allen : le shérif Big Jack
- 2015 : No Deposit de Frank D'Angelo : Alfie
- 2015 : Sicilian Vampire de Frank D'Angelo : Jimmy Scambino
- 2015 : The Cold Deck de Zack Bernbaum : Chips
- 2016 : Alleluia! The Devil's Carnival de Darren Lynn Bousman : Dieu
- 2016 : Kidnapped in Romania de Carlo Fusco : Alexandru Damian / Don Ciro
- 2016 : Falling d'Ali Askari : Jim
- 2016 : The Bandit Hound de Michelle Danner : le chef Burton
- 2016 : Chasing Gold d'Edmond G. Coisson : Frank
- 2016 : Detours de Robert McCaskill : Joe DiMaria
- 2016 : The Bronx Bull de Martin Guigui : Giuseppe LaMotta
- 2016 : The Brooklyn Banker de Federico Castelluccio : Benny
- 2016 : The Red Maple Leaf de Frank D'Angelo : Joseph Palermo
- 2016 : L'Exception à la règle (Rules Don't Apply) de Warren Beatty : Vernon Scott
- 2017 : Lost Cat Corona d'Anthony Tarsitano : Oncle Sam
- 2017 : Abe & Phil's Last Poker Game de Howard Weiner : Phil
- 2017 : Undercover Grandpa d'Erik Canuel : Giovanni
- 2017 : Price for Freedom de Dylan Bank : Shah d'Iran
- 2017 : Executor de Moziko Wind : Père Antonio
- 2018 : Papa de Dan Israely : Danny
- 2018 : Acts of Desperation de Richard Friedman : le chef Lassiter
- 2019 : Beneath the Leaves d'Adam Marino : le capitaine Parker
- 2019 : Welcome to Acapulco de Guillermo Iván : le sénateur Campbell
- 2019 : Bad Impulse de Michelle Danner : Lou Branch

###### Années 2020
- 2020 : Most Guys Are Losers d'Eric Ustian : le grand-père
- 2021 : The Birthday Cake de Jimmy Giannopoulos : Oncle Carmine
- 2022 : Pursued de Jeffrey Obrow : le grand-père

##### Courts métrages
- 1976 : Angel and Big Joe de Bert Salzman : Big Joe
- 1992 : The Last Mile de Paul Bogart : le ténor
- 2010 : Lily of the Feast de Federico Castelluccio : Benny

#### Télévision

##### Téléfilms

###### Années 1970
- 1974 : Tell Me Where It Hurts de Paul Bogart : Joe
- 1974 : It Couldn't Happen to a Nicer Guy (en) de Cy Howard : Harry Walters
- 1979 : Dummy de Frank Perry : Lowell Myers

###### Années 1980
- 1982 : Le Prix de l'honneur A Question of Honor de Jud Taylor : Carlo Danzie
- 1984 : Les Secrets d'une call-girl (My Mother's Secret Life) de Robert Markowitz : Max
- 1984 : With Intent to Kill de Mike Robe : Doyle Reinecker
- 1985 : Surviving de Waris Hussein : Harvey
- 1985 : Terreur froide (Chiller) de Wes Craven : le révérend Penny
- 1986 : Betrayed by Innocence de Elliot Silverstein : Mike Vogel
- 1987 : Almost Partners d'Alan Kingsberg : le détective Jack Welder

###### Années 1990
- 1991 : Cauchemar (Don't Touch My Daughter) de John Pasquin : le lieutenant Willman
- 1993 : Les Dames de cœur (A Perry Mason Mystery: The Case of the Wicked Wives de Christian I. Nyby II : Anthony Caruso
- 1994 : Parallel Lives de Linda Yellen : Ed Starling
- 1994 : Dans le piège de l'oubli Without Consent de Robert Iscove : le docteur Winslow
- 1996 : L'Affaire Ramzay (Escape Clause) de Brian Trenchard-Smith : le lieutenant Gil Farrand
- 1996 : The Art of the Cigar de John Talamini : l'invité
- 1997 : Joe Torre: Curveballs Along the Way de Sturla Gunnarsson : Joe Torre
- 1998 : Houdini de Pen Densham : Blackburn
- 1999 : That Championship Season de lui-même : le coach

###### Années 2000
- 2000 : La Grande Triche (Cheaters) de John Stockwell : Constantine Kiamos
- 2000 : The Thin Blue Lie de Roger Young : Frank Rizzo
- 2003 : Mafia Doctor de Wayne Kramer : Nicola
- 2009 : Doc West de Giulio Base et Terence Hill : le shérif Roy Basehart
- 2009 : L'Homme à la gâchette Doc West: La sfida de Giulio Base et Terence Hill : le shérif Roy Baseheart
- 2009 : La Fille du Père Noël 2 : Panique à Polaris (Santa Baby 2 : Christmas Maybe) de Ron Underwood : Santa Claus

###### Années 2010
- 2012 : L'Impensable Vérité (Imaginary Friend) de Richard Gabai : Jonathan
- 2012 : Jersey Shore Shark Attack de John Shepphird : Palantine, le maire
- 2013 : Paulie de Brian Herzlinger : Paulie

##### Séries télévisées

###### Années 1970
- 1974 : Great Performances : Gloucester (épisode : King Lear)
- 1975 : We'll Get By : George Platt (13 épisodes)
- 1976 : Les Rues de San Francisco The Streets of San Francisco : le sergent Bert D'Angelo (saison 4, épisode 21 : Superstar)
- 1976 : Bert D'Angelo/Superstar (série télévisée) : le sergent Bert D'Angelo (11 épisodes)
- 1977 : Septième Avenue (Seventh Avenue) : Dave Shaw (feuilleton, 3 épisodes)
- 1979 : Insight : le père de Billie (épisode 807 : A Friend in Deed)

###### Années 1980
- 1981 : Today's F.B.I. : Pete Kositchek (saison 1, épisode 1 : The Bureau)
- 1983 : L'Enquête impossible (Chiefs) : le shérif Skeeter Willis (feuilleton, 3 épisodes)
- 1986 : Clair de lune (Moonlighting) : David Addison Sr. (saison 3, épisode 1 : The Son Also Rises)
- 1987 : Super Flics (The Oldest Rookie) : l'inspecteur Ike Porter (8 épisodes)
- 1989 : Arabesque (Murder She Wrote) : Al Sidell (saison 5, épisode 20 : Three Strikes, You're Out)

###### Années 1990
- 1991-1992 : New York, police judiciaire (Law and Order) : le sergent Phil Cerreta (31 épisodes)
- 1994 : Star Trek : La Nouvelle Génération (Star Trek: The Next Generation) : Dr Nikolai Rozhenko (saison 7, épisode 13 : Homeward)
- 1999 : Work with Me : Leonard (saison 1, épisode 9 : Daddy's Little Lawyer)

###### Années 2000
- 2000 : Lydia DeLucca (That's Life) : Frank DeLucca (36 épisodes)
- 2004 : Jack et Bobby (Jack & Bobby) : le président Eugene Lorio (mini-série ; saison 1, épisode 3 : The Kindness of Strangers)
- 2004-2006 : Une famille presque parfaite (Still Standing) : Al Miller (4 épisodes)
- 2006 : L'onore e il rispetto : Beniamino (mini-série)
- 2008 : Mogli a pezzi : Tarcisio (4 épisodes)

###### Années 2010
- 2012 : Airship Dracula : Bumbescu (mini-série)
- 2014 : Elementary : Robert Pardillo (saison 2, épisode 13 : All in the Family)
- 2014 : Les Goldberg (The Goldbergs) : Ben « Pop Pop » Goldberg (saison 2, épisode 9 : The Most Handsome Boy on the Planet)
- 2016 : Grandfathered : Jack Martino (saison 1, épisode 20 : Jimmy's 50th, Again)
- 2017 : Esprits criminels : Unité sans frontières (Criminal Minds: Beyond Borders) : Dr Dominico Scarpa (saison 2, épisode 2 : II Mostro)
- 2017 : Bad Blood : Nicolo Rizzuto Sr. (6 épisodes)
- 2019 : Godfather of Harlem : Frank Costello (13 épisodes)

### En tant que réalisateur
- 1999 : That Championship Season (téléfilm)
- 2000 : Lydia DeLucca (That's Life) (série télévisée)
- 2012 : The Trouble with Cali (long métrage)

## Voix francophones
En version française, Paul Sorvino est doublé à ses débuts par Jacques Ferrière dans Une maîtresse dans les bras, une femme sur le dos, Roland Ménard dans Têtes vides cherchent coffres pleins ou encore par Albert Augier dans La Chasse. De 1982 à 2002, l'acteur est régulièrement doublé par Roger Carel, que ce soit dans J'aurai ta peau, Super Flics, New York, police judiciaire, Perry Mason : Les Dames de cœur, Wanted : Recherché mort ou vif ou encore Lydia DeLucca. Il est également doublé de 1994 à 2000 par Mario Santini dans Star Trek : La Nouvelle Génération, Argent comptant, Bulworth et le téléfilm La Grande Triche, puis par Patrick Descamps dans les téléfilms Doc West 1 et 2.
En parallèle, il est doublé à titre exceptionnel par les acteurs suivants : Roger Dumas dans Les Affranchis, Jacques Deschamps dans Les Aventures de Rocketeer, Richard Leblond dans La Firme, Jean Lescot dans Nixon, Bernard-Pierre Donnadieu dans Roméo + Juliette, Raoul Delfosse dans Américain impekable, Jean-Claude Sachot dans Piège à Hong Kong, Michel Fortin dans Lady Chance et Gérard Rinaldi dans Mambo Italiano.
De 2004 à 2017, Patrice Melennec le double de manière sporadique dans Une famille presque parfaite, L'Impensable Vérité, L'Exception à la règle et Esprits criminels : Unité sans frontières. De 2012 à 2015, Mathieu Rivolier lui prête sa voix dans Jersey Shore Shark Attack, Grandfathered et Manipulation. En parallèle, Jean-Claude Sachot le retrouve dans La Fille du Père Noël 2 : Panique à Polaris, tandis qu'il est également doublé par Gilbert Lévy dans Un été sur la côte Est (en).
Enfin, entre 2017 et 2021, Jean-Claude Donda le double à trois reprises, dans Undercover Grandpa (en), Bad Blood et Godfather of Harlem.